# Рада (ім'я)
Ра́да — українське жіноче ім'я. Уживаються такі зменшливо-пестливі форми: Радонька, Радочка, Радка, Ада, Адя.
Ім'я походить від короткої форми прикметник радий — рад. Відоме також у польській (пол. Rada), болгарській (болг. Рада і чоловіча форма: Рад) та білоруській (біл. Рада) мовах.